# Tamir Nabaty
Tamir Nabaty (Ness Tziona, 4 de mayo de 1991) es un jugador de ajedrez israelí, que tiene el título de Gran Maestro desde 2011. En el ranking de la Federación Internacional de Ajedrez (FIDE) de noviembre de 2015, tenía un Elo de 2603 puntos, lo que le convertía en el jugador número 6 (en activo) de Israel. Su máximo Elo fue de 2604 puntos, en la lista de julio de 2015.

## Resultados destacados en competición
Nabaty fue 6.º en el Campeonato del Mundo Sub-16 de 2006, donde en 2007 fue 13.º. Ocupó la octava plaza en el Campeón Europeo Sub-16 de 2007, y en el Sub-18 europeo fue 10.º en 2008 y 4.º en 2009. En el mundial Sub-18 fue 17.º en 2009. En julio de 2012 ganó el Abierto de Chequia con 7½ puntos de 9, y en diciembre del mismo año ganó el Abierto de Belgrado con los mismos puntos que Dalibor Stojanovic pero con mejor desempate. En 2013 ganó el Campeonato de Israel con 6½ puntos de 9. En el Campeonato de Europa Individual de 2015 fue 5.º (25.º en el desempate) con 7½ puntos de 11, a un punto del campeón Evgeny Naier y obtuvo la clasificación para a participar en la Copa Mundial de 2015 donde fue eliminado en la primera ronda por David Navara.